# Pirata boreus
Pirata boreus là một loài nhện trong họ Lycosidae.
Loài này thuộc chi Pirata. Pirata boreus được Hozumi Tanaka miêu tả năm 1974.